# Simon Hajdini
Simon Hajdini, slovenski filozof.
Leta 2004 je na Filozofski fakulteti Univerze v Ljubljani pod mentorstvom Toma Virka in Mladena Dolarja diplomiral iz filozofije in primerjalne književnosti. Potem ko je leta 2012 pri Mladenu Dolarju doktoriral iz filozofije, se je v letih 2016–2020 kot Fulbrightov štipendist izpopolnjeval na Univerzi v Chicagu (ZDA). Trenutno je zaposlen kot docent in višji znanstveni sodelavec na Oddelku za filozofijo Filozofske fakultete, kjer predava socialno in politično filozofijo.
Je avtor številnih znanstvenih člankov in treh monografij: Na kratko o dolgčasu, lenobi in počitku (Ljubljana: Analecta 2012), Kaj je ta duh? K filozofiji voha (Ljubljana: Analecta 2016) in What's That Smell? A Philosophy of the Olfactory (Cambridge in London: MIT Press 2024). Za slednje delo je v letu 2024 prejel priznanje Odlični v znanosti, ki ga podeljuje Javna agencija za znanstvenoraziskovalno in inovacijsko dejavnost Republike Slovenija, in priznanje Univerze v Ljubljani za najodličnejši raziskovalni dosežek. Deluje tudi kot urednik, pisec spremnih besed in prevajalec, med drugim je v slovenščino prevedel več del Sigmunda Freuda in Slavoja Žižka.